# Disforia (filme)
Disforia é um filme brasileiro de 2020 do gênero suspense. É dirigido e roteirizado por Lucas Cassales e protagonizado por Isabella Lima e Rafael Sieg.
No Festival de Gramado de 2019, o filme foi selecionado para a mostra competitiva de filmes gaúchos.

## Sinopse
Dário (Rafael Sieg) é um psicólogo que voltar a atender seus pacientes após um período afastado devido a um trauma pessoal. Sua primeira paciente, Sofia (Isabela Lima), uma misteriosa criança de 9 anos que desperta sentimentos conflitantes em todos a seu redor. No decorrer do tratamento da criança, Dário volta a ter suas antigas sensações de agonia e aflição que estava tentando se livrar.

## Elenco
- Rafael Sieg ... Dário
- Isabela Lima ... Sofia
- Vinícius Ferreira ... Paolo
- Janaína Kremmer ... Tânia
- Ida Celina ... Maria Luiza
- Roberto Oliveira ... Osmar
- Martha Brito ... Suzana
- Áurea Baptista ... Nélia

## Lançamento
Disforia foi lançado nos cinemas em 12 de março de 2020, porém, sua exibição teve que ser interrompida devido ao avanço da pandemia de COVID-19 que fechou as salas de cinemas por protocolo de segurança. Em 26 de junho de 2020, o filme foi lançado em plataformas on demand para ser alugado e também em serviços de streaming por assinatura.

## Recepção
Júlia Barth, do site Feededigno, avaliou o filme com 3,5 estrelas de 5, escrevendo: "O diretor Lucas Cassales cria uma atmosfera intensa em Disforia, mesmo que em alguns momentos exista uma quebra de ritmo, o filme constrói um bom suspense. Porém, falha com personagens desinteressantes e desconexos, é somente a expectativa que sustenta o filme. O primeiro filme de Cassales desperta a curiosidade para as produções futuras do jovem cineasta."
Marcelo Müller, em sua crítica ao Papo de Cinema, disse: "Rafael Sieg constrói um personagem atravessado por dinâmicas que tangem ao estado psicológico pós-trauma e aos efeitos incompreensíveis da presença de Sofia. As demais figuras em cena cumprem, de modo crescente, funções esporádicas nesse percurso cada vez mais individual, o que acaba extraindo peso dramático do conjunto. A menção no plural de certo substantivo é a chave principal para o entendimento do que está para além da bruma de incertezas fomentada sem variações a partir de determinado ponto do enredo. A maneira como tomamos contato com a verdade se assemelha bastante àqueles monólogos em que o vilão dos filmes de super-herói desvela seus estratagemas para facilitar a compreensão do público. Portanto, o fechamento possui natureza expositiva, logo, inversamente proporcional às sutilezas do começo."